# جوليا أرمسترونغ
جوليا أرمسترونغ (بالإنجليزية: Julia Armstrong) هي عداءة مراثونية بريطانية، ولدت في 12 مايو 1959.